# Письмо для Момо
Письмо для Момо (яп. ももへの手紙 Момо э но Тэгами) — японский полнометражный мультфильм, автором и режиссёром которого является Хироюки Окиура. Мультфильм был создан в студии Production I.G. Сюжет повествует о девочке по имени Момо, которая поневоле вступает в контакт с небесными духами.

## Сюжет
Кажется, что семья Миямура живёт счастливо в Токио, однако всё внезапно рушится после того, как отец трагически погибает во время научных исследований. Вдова Икуко и дочка Момо вынуждены продать квартиру и отправляются жить к бабушке, на маленький остров Сё. Икуко сразу отправляется работать, а Момо скучает по старой жизни и винит себя в смерти отца. Однако со временем она осознаёт, что в доме есть что-то ещё: девочка замечает таинственные говорящие тени, которые следуют за ней и её мамой, поэтому поначалу Момо очень их пугается и пытается сбежать. Позже тени материализуются в трёх странных существ, которые представляются как ёкаи Ива, Кава, Мамэ и утверждают, что были запечатаны в старинной книге, хранящейся на чердаке дома, где живут Икуко и Момо. Со временем Момо привыкает к странным гостям и даже заводит дружбу с ними. Вместе они принимают участие в самых различных приключениях на острове. В конце концов Ива, Кава и Мамэ признаются, что являются вовсе не ёкаями, а посланниками богов. Они приняли образы ёкаев из старинной книги и должны присматривать за Момо и Икуко, пока душа их покойного отца и мужа не добралась до небес. За день до того, как три небесных духа должны были покинуть мир людей, Момо поссорилась с матерью и убежала из дома. Во время её поисков у Икуко произошёл приступ бронхиальной астмы. Увидев, что Икуко может умереть, Момо сильно испугалась и решила самостоятельно попасть на другой остров через новый мост, чтобы позвать на помощь врача, однако всё чрезвычайно осложняется сильнейшим тайфуном. Тогда Момо решают оказать помощь Ива, Кава и Мамэ. Они зовут на подмогу всех ёкаев, которые живут на острове, и в результате их совместных усилий Момо удаётся добраться до врача, который и помогает Икуко. На следующее утро небесные духи покидают остров, а вечером того же дня Момо и Икуко во время праздника таинственным образом получают письмо, которое оказывается утешительным посланием от их покойного главы семьи.

## Разработка

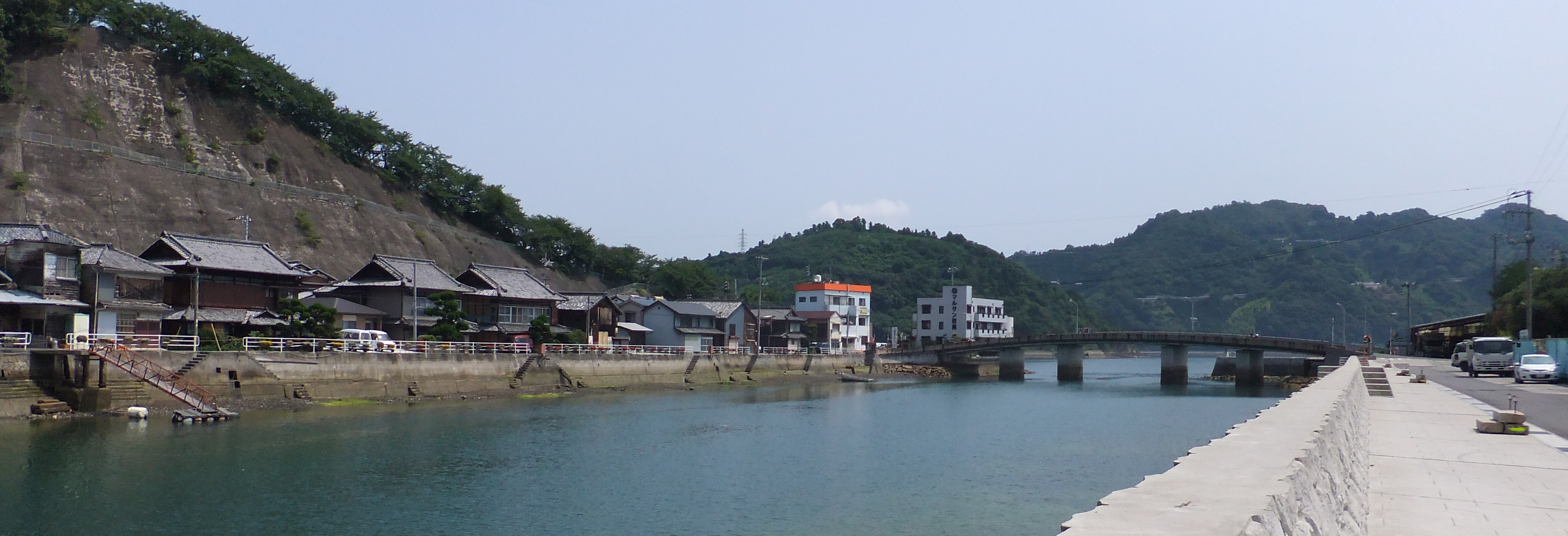
Посёлок на острове Сё, в котором происходит основное действие мультфильма

Впервые о выпуске фильма стало известно в феврале 2011 года наряду с другими 15-ми фильмами, новые подробности были раскрыты 11 июля 2011 года. Режиссёром выступает Хироюки Окиура, известный благодаря работе над фильмом 2000 года «Оборотни». Хироюки придумывал сюжет для фильма в течение 7 лет, а также занимался раскадровкой. Это также первая работа режиссёра после 11-ти летней паузы. Его решение добавить в сюжет ёкаев было вдохновлено книгой, случайно замеченной им в магазине, а в основу отношений между девочкой и ёкаями легли взаимоотношения из «Кин-дза-дза!».
17 ноября 2011 года стало известно, что главную героиню озвучивает Карэн Мияма, а японская певица Юка — Икуко, мать главной героини.

## Музыка
В день первого анонса фильма 11 июля 2011 года стало известно что тематическую музыку к аниме Uruwashimahoroba ~ Utsukushiki Basho ~ (яп. ウルワシマホロバ～美しき場所～) будет исполнять Юко Хара. При создании музыки певица стремилась создать образ богатой природы внутреннего японского моря.
По словам Юко Хары, она создавала песню 5 лет и увлекалась просмотром аниме с 5 лет. Юко мечтала внести частичку своего вклада в аниме и поэтому мультфильм Письмо для Момо является предметом гордости для певицы.

## Показ на кинофестивалях
- Международный Кинофестиваля в Торонто, проходивший с 8 по 18 сентября 2011 года. Мультфильм демонстрировался в рамках «детской программы»[7][8].
- Кинофестиваль в Сиджесе,  проходил с 6 по 16 октября 2011 года[7].
- 16-й Пусанский международный кинофестиваль, проходивший с 6 по 14 октября[7].
- 27-й Варшавский кинофестиваль, в котором впервые был показан продукт японской анимации[9].
- 31-й Международный Кинофестиваль в Гавайях (6 — 16 октября 2011 года). Мультфильм был номинирован на премию золотой орхидеи[9].
- Международный кинофестиваль в Нью-Йорке (2 — 25 марта 2012 года)[10].
- Международный детский кинофестивать в Бостоне (18 августа — 1 сентября 2013 года)[11].

## Награды
| Год  | Мероприятие                                | Категория                      | Итог      | Произведение    |
| ---- | ------------------------------------------ | ------------------------------ | --------- | --------------- |
| 2011 | 27-й Варшавский кинофестиваль              | Международный конкурс          | Номинация | Письмо для Момо |
| 2011 | 31-й Международный Кинофестиваль в Гавайях | Премия Золотой Орхидеи         | Номинация | Письмо для Момо |
| 2012 | 14-й Кинофестиваль футуристики в Италии    | Гран-приз Future Film Platinum | Победа    | Письмо для Момо |

## Манга
По мотивам аниме Акико Китами создала мангу, которая публиковалась издательством Kadokawa Shoten в журнале Monthly Asuka, первая глава была опубликована в выпуске на ноябрь 2011 года. Предыдущие работы Китами также выпускались в журнале Monthly Asuka.